# St. Stefan (Amriswil)

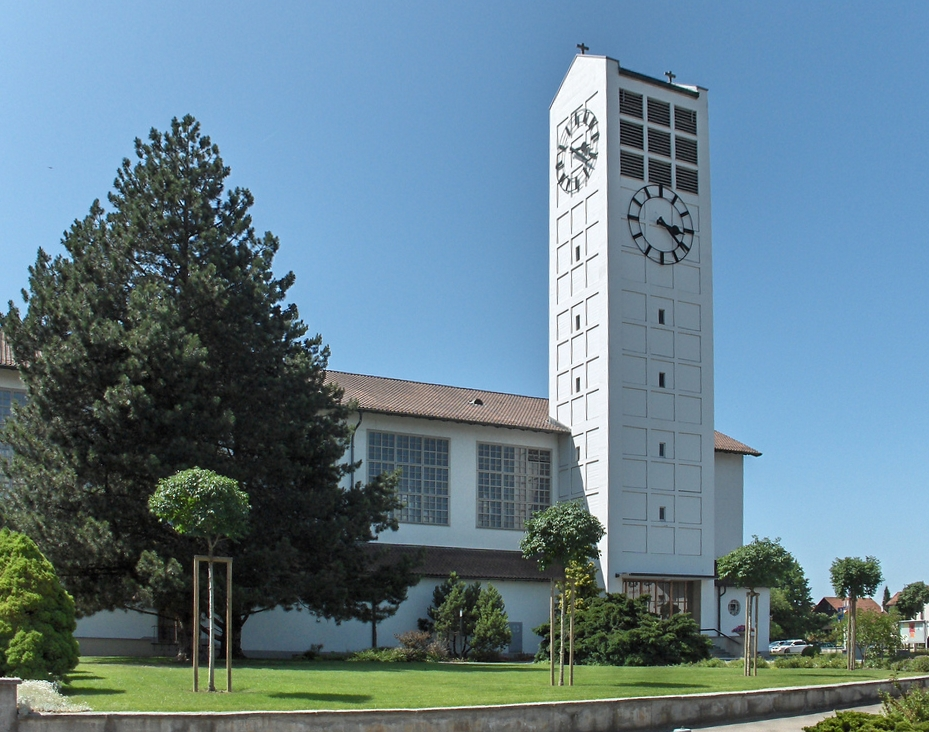
Katholische Kirche St. Stefan in Amriswil
Aussenansicht, 2007

Die Kirche St. Stefan in Amriswil im Bezirk Arbon im Schweizer Kanton Thurgau ist eine römisch-katholische Kirche. Sie liegt im Bistum Basel und ist dem Heiligen Stephanus als Namenspatron gewidmet. Als eine der ersten modernen Kirchenbauten des Kantons steht sie als Kulturgut regionaler Bedeutung auf der Liste der Kulturgüter in Amriswil.

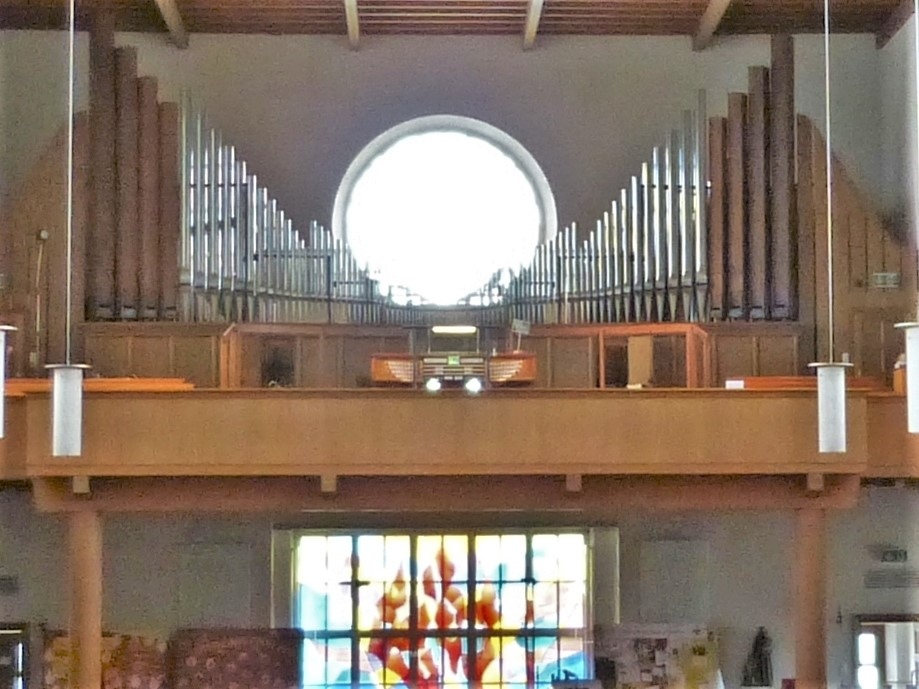
Orgel mit Kuhn-Prospekt von 1940

## Geschichte
Der Bau des heutigen Kirchengebäudes nach Entwürfen des Amriswiler Architekten Paul Büchi begann am 14. Oktober 1937; am 27. März 1938 erfolgte die Grundsteinlegung durch den Basler Diözesanbischof Franziskus von Streng. Am 17. Dezember 1939 wurde die neue Kirche durch Bischof von Streng geweiht.
Sie ist eine langgezogene Hallenkirche mit niedrigen Seitenschiffen. 1966 wurde die Orgelempore mit neuen Chorpodesten ausgestattet und 1969 der Kirchturm saniert. 1971–1972 wurde der Chorraum gemäss der Liturgiereform nach dem Zweiten Vatikanischen Konzil unter Leitung der Architekten Georg Malin und Victor Buffoni renoviert und umgestaltet. 1975–1976 fand eine umfassende Innen- und Aussenrenovierung des Kirchengebäudes statt; dabei erhielt der Innenraum eine neue Holzdecke und Beleuchtung. Eine weitere Aussenrenovierung der Kirche wurde in den Achtziger Jahren durchgeführt.

## Baubeschreibung und Ausstattung
Mehrere bis heute vorhandene Elemente der Kirchenausstattung entstanden 1939. Dazu gehören die Kreuzweg-Bilder von Carl Roesch, das Glasgemälde von Otto Staiger (das den Namenspatron St. Stephanus in drei Szenen darstellt), zwei Holzstatuen der Gottesmutter Maria und des heiligen Josef von Alfons Magg, die Heiliggeisttaube und Einlegearbeiten auf dem Taufstein von Willy Stadler. In der Taufkapelle befindet sich ein Glasgemälde von Yoki (1995).
Das gesamte Kirchengebäude ist unterkellert; dort befinden sich Unterkirche, Pfarreisaal, Proben- und Mehrzweckräume und eine grosse Küche.

## Orgel
1940 wurde eine Orgel von Orgelbau Kuhn mit 36 Registern (Taschenladen mit elektropneumatischer Spiel- und Registertraktur) auf drei Manualen und Pedal eingeweiht. Der Prospekt wurde vom Kirchenarchitekten Paul Büchi entworfen. 1966 wurde das Instrument durch die Erbauerfirma auf 42 Register erweitert und 1986 ausgereinigt. 2005 baute Mathis Orgelbau (Näfels) einen neuen elektrischen dreimanualigen Spieltisch. Ab 2012 wurde die Orgel durch Thomas Gaida (Wemmetsweiler) schrittweise umgebaut und erweitert (Einbau von Einzeltonsteuerungen für mehrere Register und Rückführung von Registern auf den Stand von 1940). 2024 erhielt das Instrument einen zusätzlichen elektrischen viermanualigen Spieltisch von Gaida im Kirchenschiff. Die Orgel verfügt aktuell über 44 Register, davon sind acht Register (A1 bis A8) mit Einzeltonsteuerung ausgestattet. Die Disposition lautet am Spieltisch im Kirchenschiff:
| I Hauptwerk C–c4 |                    |       |
|                  | Grand Bourdon A1   | 32′   |
|                  | Principal A2       | 16′   |
|                  | Bourdon A1         | 16′   |
|                  | Gemshorn A3        | 16′   |
|                  | Principal major A2 | 08′   |
| 1.               | Principal minor    | 08′   |
| 2.               | Flauto major       | 08′   |
|                  | Bourdon A1         | 08′   |
| 3.               | Gemshorn (= A3)    | 08′   |
| 4.               | Octave             | 04′   |
| 5.               | Violine            | 04′   |
|                  | Gemshorn A3        | 04′   |
|                  | Rohrflöte A1       | 04′   |
| 6.               | Sesquialter II     | 2 ⁄3′ |
| 7.               | Superoctave        | 02′   |
| 8.               | Mixtur IV-V        | 1 ⁄3′ |
|                  | Cromorne ab c0 A4  | 16′   |
| 9.               | Trompete           | 08′   |
|                  | Cromorne A4        | 08′   |
|                  | Cromorne bis g2 A4 | 04′   |
|                  | Tremulant          |       |

| II Positiv C–c4 |                    |        |
| 10.             | Quintadena         | 16′    |
|                 | Bourdon A1         | 16′    |
| 11.             | Principal dolce    | 08′    |
| 12.             | Nachthorn-Gedackt  | 08′    |
|                 | Bourdon A1         | 08′    |
|                 | Gemshorn A3        | 08′    |
| 13.             | Unda maris         | 08′    |
| 14.             | Octave             | 04′    |
| 15.             | Rohrtraverse       | 04′    |
| 16.             | Nazard             | 2 ⁄3′  |
| 17.             | Waldflöte          | 02′    |
| 18.             | Terz               | 1 3⁄5′ |
| 19.             | Octave             | 01′    |
|                 | Cromorne ab c0 A4  | 16′    |
|                 | Cromorne A4        | 08′    |
|                 | Cromorne bis g2 A4 | 04′    |
|                 | Tremulant          |        |

| III Schwellwerk C–c4 |                      |       |
|                      | Grand Bourdon A1     | 32′   |
| 20.                  | Bourdon (= A1)       | 16′   |
| 21.                  | Geigenprincipal      | 08′   |
|                      | Bourdon A1           | 08′   |
| 22.                  | Viola d’amore        | 08′   |
| 23.                  | Voix céleste         | 08′   |
| 24.                  | Fugara               | 04′   |
| 25.                  | Flauto dolce         | 04′   |
|                      | Rohrflöte A1         | 04′   |
| 26.                  | Principal            | 02′   |
| 27.                  | Plein jeu IV-V       | 1 ⁄3′ |
| 28.                  | Fagott               | 16′   |
|                      | Cromorne ab c0 A4    | 16′   |
| 29.                  | Trompette harmonique | 08′   |
| 30.                  | Oboe d’amore         | 08′   |
| 31.                  | Cromorne (= A4)      | 08′   |
| 32.                  | Musette              | 08′   |
| 33.                  | Clairon harmonique   | 04′   |
|                      | Cromorne bis g2 A4   | 04′   |
|                      | Tremulant            |       |

| IV Auxiliare Solo C–c4 |                            |     |
|                        | Grand Bourdon A1           | 32′ |
|                        | Principal A2               | 16′ |
|                        | Bourdon A1                 | 16′ |
|                        | Gemshorn A3                | 16′ |
| 34.                    | Principal major (= A 2)    | 08′ |
| 35.                    | Flauto di concerto (= A 5) | 08′ |
|                        | Bourdon A1                 | 08′ |
|                        | Gemshorn A3                | 08′ |
|                        | Principal major bis g2 A2  | 04′ |
|                        | Flauto di concerto A5      | 04′ |
|                        | Gemshorn A3                | 04′ |
|                        | Rohrflöte A1               | 04′ |
|                        | Cromorne ab c0 A4          | 16′ |
|                        | Cromorne A4                | 08′ |
|                        | Cromorne bis g2 A4         | 04′ |
|                        | Bombarde A6+7              | 16′ |
|                        | Bombarde A6+7              | 08′ |
| 36.                    | York Trumpet (= A 7)       | 04′ |
|                        | Tremulant                  |     |

| Pedal C–g1 |                       |        |
|            | Bassus magnus Stefani | 32′    |
| 37.        | Untersatz             | 32′    |
|            | Grand Bourdon A1      | 32′    |
| 38.        | Principal (= A8)      | 16′    |
| 39.        | Subbass               | 16′    |
|            | Bourdon A1            | 16′    |
| 40.        | Oktavbass             | 08′    |
|            | Bourdon A1            | 08′    |
|            | Gemshorn A3           | 08′    |
|            | Flauto di concerto A5 | 08′    |
| 41.        | Grossterz             | 6 2⁄5′ |
|            | Choralbass A2         | 04′    |
|            | Rohrflöte A1          | 04′    |
|            | Gemshorn A3           | 04′    |
|            | Flauto di concerto A5 | 04′    |
|            | Principal major A2    | 02′    |
|            | Rohrflöte A1          | 02′    |
|            | Flauto di concerto A5 | 02′    |
|            | Flauto di concerto A5 | 01′    |
| 42.        | Basscornett IV        | 2 ⁄3′  |
|            | Contra-Bombarde A6    | 32′    |
| 43.        | Bombarde (= A6)       | 16′    |
|            | Bombarde A6+7         | 08′    |
|            | Cromorne A4           | 08′    |
| 44.        | Clairon               | 04′    |
|            | York Trumpet A7       | 04′    |
|            | Cromorne A4           | 04′    |
|            | York Trumpet A7       | 02′    |
|            | Cromorne A4           | 02′    |
|            | York Trumpet A7       | 01′    |

- Koppeln: Alle Normal-, Sub- und Superoktavkoppeln. Melodiekoppeln in allen Manualen.
- Spielhilfen: Setzeranlage, Sequenzer vor und zurück. Zwei Crescendi (programmierbar).
Emporen-Spieltisch: Zwei Balanciertritte für Registercrescendo und Schwellwerk; Pedalteilung; Pistons: Crescendo, Registerfessel, Tutti, Sostenuto, Sequenzer vor und zurück.
Spieltisch Kirchenschiff (2024 erbaut): Vier Schwelltritte (Crescendo, SW Ambo, SW Tab, SW Hauptorgel); Pistons: Crescendo an, Zungen ab, Registerfessel, Sostenuto und Pizzicato (separat für alle Teilwerke), Sforzando, Sequenzer vor und zurück, Transposer (werkweise einstellbar, in Halbtonschritten auf- und abwärts), Bluetooth (Tablet) vor und zurück.

Anmerkungen
1. ↑  Auxiliarregister:

A1: Bourdon 16’ + 8’ + 4’, hohe Lage 2024 ergänzt, überblasend; 32’ als Quintschaltung (85 Pfeifen, Schwellwerk).

A2: Principal major 8’ (56 Pfeifen, Solo), C bis H des 16’ stammt aus dem Pedal (A8); 130 mm WS, Gaida 2012.

A3: Gemshorn 8’ + 4’, ab gis3 2024 ergänzt, C-H im 16' aus A1 (73 Pfeifen, Hauptwerk).

A4: Cromorne 8’ (56 Pfeifen, Schwellwerk).

A5: Flauto di Concerto 8’ + 4’ (68 Pfeifen, Solowerk), 130 mm WS, Gaida 2012.

A6: Bombarde 32’ (C-H Gaida 2012) + 16’, im Manual ab c1 aus A7; im 8’ ab c0 aus A7 (42 Pfeifen, Pedal).

A7: York Trumpet 4’ (56 Pfeifen, Solo), aus dem alten Registerbestand der großen Orgel im York Minster, Großbritannien; 160 mm WS, Gaida 2019.

A8: Principal 16’ (30 Pfeifen, Pedal).
2. ↑  Klaviaturumfang A2–c5.
3. ↑  Gaida 2019.
4. ↑  Flötenschwebung, ab c0.
5. ↑  Ab c0.
6. ↑  Gaida 2019.
7. ↑  Aus Principal 16′ (A8) und Quintschaltung (=10 2⁄3′) von Bourdon 16′ (A1). Gaida 2012.
8. ↑  Eigentlich 10 2⁄3′, Gruppenzug mit Subbass 16′. Gaida 2012.

## Glocken
Die fünf Glocken wurden 1938 von der Glockengiesserei Rüetschi (Aarau) gegossen; am 19. November 1938 fand die Glockenweihe statt. Die Glocken von St. Stefan sind auf das Geläute der benachbarten evangelischen Kirche Amriswil-Sommeri abgestimmt.
| Glocke | Schlagton | Giesser            | Gussjahr | Name/Widmung  |
| ------ | --------- | ------------------ | -------- | ------------- |
| 1      | g0        | H. Rüetschi, Aarau | 1938     | Hl. Stephan   |
| 2      | h0        | H. Rüetschi, Aarau | 1938     | Christ König  |
| 3      | d1        | H. Rüetschi, Aarau | 1938     | Bruder Klaus  |
| 4      | e1        | H. Rüetschi, Aarau | 1938     | Mutter Gottes |
| 5      | fis1      | H. Rüetschi, Aarau | 1938     | Schutzengel   |

## Turmmuseum
2022 wurde im Kirchturm das «Turmmuseum St. Stefan» eröffnet. Dort sind historische Exponate wie reich bestickte Gewänder, Paramente, alte Ministrantengewänder in liturgischen Farben, alte Kreuze, Rosenkränze, Taufgeschirr und Leuchter zu besichtigen.